# الحرازات

منطقة الحرازات تقع في جنوب شرق جدة، وعلى أنقاض مزارع "الحرازات"، نشأت مساحة سكانية كبيرة سميت فيما بعد بحي الحرازات، ويقدر عدد سكانه بـ100 ألف نسمة، وبه عدد كبير من المخططات المستحدثة بعيدا عن التنظيمات البلدية. وهو أحد أحياء بلدية أم السلم الفرعية في مدينة جدة في منطقة مكة المكرمة في المملكة العربية السعودية.